# Scott Padgett
Scott Anthony Padgett (Louisville, 19 aprile 1976) è un ex cestista e allenatore di pallacanestro statunitense, professionista nella NBA e in Spagna.

## Carriera
È stato selezionato dagli Utah Jazz al primo giro del Draft NBA 1999 (28ª scelta assoluta).
Con gli Stati Uniti ha disputato le Universiadi di Sicilia 1997.

## Palmarès
- Campione NCAA (1998)